# Petite Kabylie
La petite Kabylie (en kabyle et de manière indifférenciée de la grande Kabylie : Tamurt n leqbayel, littéralement « le pays des Kabyles ») est une région naturelle et historique située dans le nord est de l'Algérie et faisant partie de la Kabylie.

## Frontières géographiques
Petite Kabylie était à l'origine le nom donné par l'armée d'Afrique française à la région des Babors qui traverse une partie des wilayas de Bejaïa, Jijel, Sétif et cela par opposition à la grande Kabylie,.
Les militaires français ont d'abord tracé les frontières d'un point de vue culturel, dont le but était de classifié les populations, c'est ainsi qu'ils ont par la suite surnommé « Petite Kabylie » la région située d'Est en Ouest à partir de « l'oued Aggrioun » dans l'Est de la wilaya de Béjaïa jusqu'au Sahel (côte) de la ville de Jijel. Ce tracé a été fait pour différencier cette région de la « Kabylie proprement dite » ou « Grande Kabylie », région culturelle considérée comme le territoire du Peuple Kabyle étendu de 146 kilomètres entre Dellys et l'Est de Bougie, établissant la frontière Sud à Guergour et à Medjana.
En 1847, Ernest Carette mena une enquête scientifique dans laquelle il conclut qu'il existait bien une Kabylie proprement dite et qu'il y a certes une continuité géographique et culturelle jusqu'à Jijel mais cela ne suffit pas pour en faire une seule et même région. Il nomma ainsi la « petite Kabylie » par opposition à la « grande Kabylie autrefois appelée "Kabylie proprement dite" ». Il décrivit ainsi la situation « Aussi adoptons-sans la moindre hésitation le cours inférieur de l'oued Aggrioun jusqu'à son embouchure dans la mer, comme la limite entre le sahel de Djidjel et celui de Bougie, entre le pays des Kabyles et la Kabylie proprement dite »,. Pour Carette la différence entre la Kabylie proprement dite et la petite Kabylie est surtout d'ordre de niveau de vie et de manière d'habiter.
Cette classification et ce travail étaient surtout destinés à instruire les militaires sur le pays qu'ils se préparaient à conquérir, ignorant ainsi les différences sociales, ethniques propres à chaque région mais aussi les différences de langues. Seul le nom de la « Kabylie proprement dite » changea en « Grande Kabylie », puis la région des Babors prit le nom de « Petite Kabylie », Mais longtemps encore on continuera à tort à considérer les populations habitant à l'Est et à l'Ouest de Bougie comme étant un seul et même peuple.
Ce n'est qu'à partir de 1851 quand fut décidée l'expédition de Saint-Arnaud que la dénomination de Kabylie orientale entra en usage courant pour désigner la région arabophone située à l'Est de la petite Kabylie, de Jijel jusqu'à la vallée de safsaf (Wilaya Skikda). Lorsque les Français occupent le sahel de Collo en 1858, un interprète militaire, Charles Féraud, suit la colonne expéditionnaire et publie en 1862 une monographie décrivant la région qu'il découvre, ainsi il élargit encore les frontières de la Kabylie Orientale jusqu'à l'Edough près de Bône,.
Par la suite, ce terme de « petite Kabylie » a été utilisé pour un but spécifiquement géographique pour désigner la zone des Babors, cet important massif situé au nord des Bibans et du Guergour. Les géographes ont par la suite étendu ce nom à l'ensemble de la région montagneuse qui s'étend de la vallée de la Soummam (à l'Est de la ville de Béjaïa) à la vallée de l'oued Djendjen (centre de la Wilaya de Jijel), formant alors un vaste triangle en passant par le Djebel Babor (au nord de la Wilaya de Setif). Dès lors la région du Djurdjura prit le nom de « Grande Kabylie », là aussi pour désigner une zone strictement géographique, à ne pas confondre avec la « Grande Kabylie » culturelle synonyme de « Kabylie proprement dite » décrite plus haut.
Après l'indépendance de l'Algérie, le terme de petite Kabylie est de nouveau employé avec cependant des différences par rapport à l'époque coloniale notamment du fait du découpage administratif du pays en wilayas. En effet la wilaya de Béjaïa dont moins de la moitié faisait partie de la petite Kabylie fait maintenant, dans la mémoire collective, partie entièrement de celle-ci. De plus la grande Kabylie étant aujourd'hui plus rattaché à la région du Djurdjura certaines communes comme celles de la Kabylie du Guergour et des Bibans qui appartenaient auparavant à cette dernière en sont maintenant exclues au profit de la petite Kabylie.
De nos jours en prenant en compte le facteur culturel des habitants on peut dire que la petite Kabylie s'étend du cap Sigli à l'ouest de la wilaya de Bejaïa jusqu'à El Aouana à l'ouest de la wilaya de Jijel. Le terme désigne généralement les régions berbérophones situées à l'Est de la Kabylie du Djurdjura, région qui englobe : la Kabylie des Babors berbérophone (Wilaya de Béjaïa et Nord-Est de la Wilaya de Setif) et Nord-Ouest de la Wilaya de Jijel), la Kabylie des Bibans (le Nord de la wilaya de Bordj Bou Arreridj) et la Kabylie du Guergour (Nord-Ouest de la wilaya de Sétif).

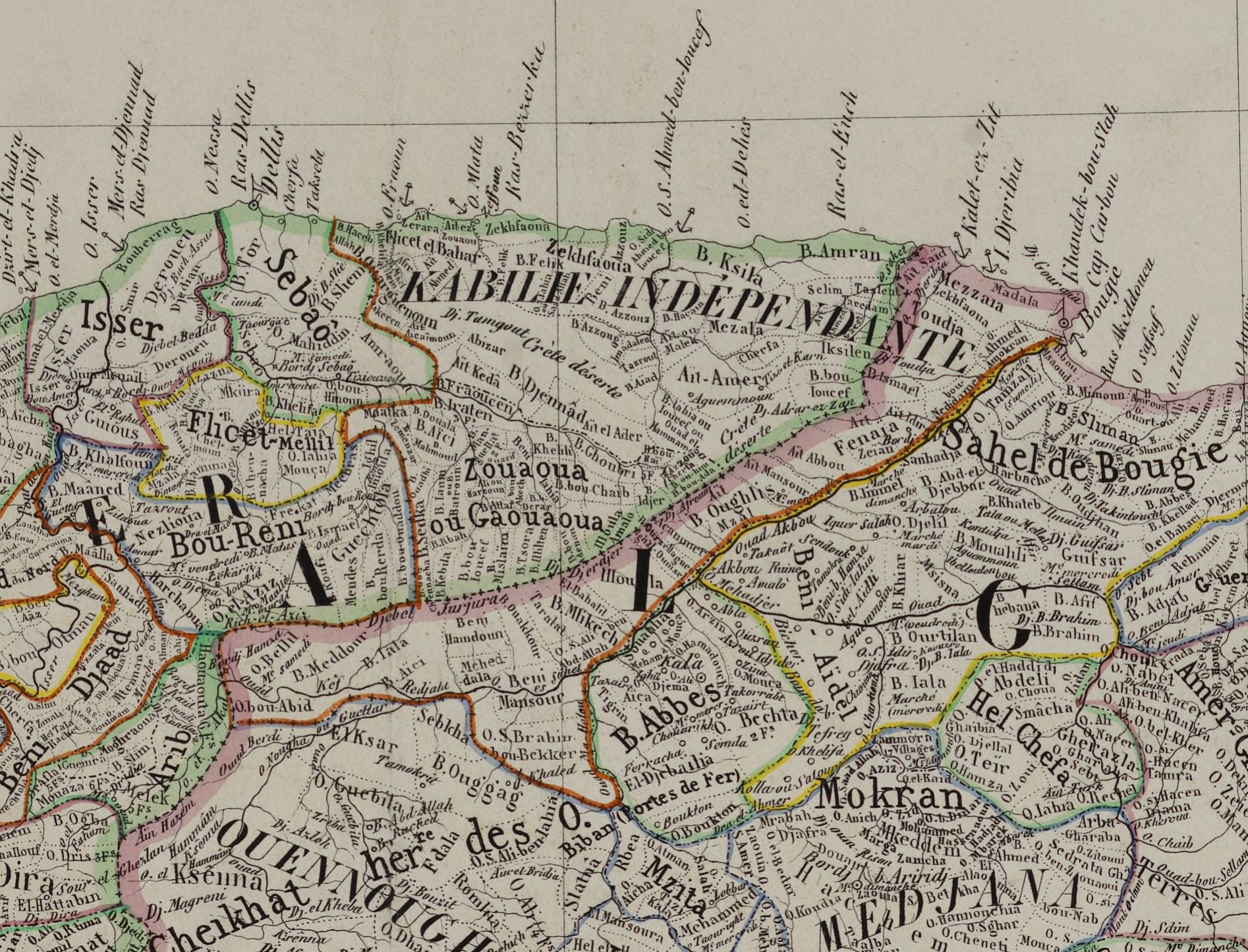
Carte géographique de la Kabylie; 1846.
Carte géographique de la Kabylie.

## Histoire
La petite Kabylie est historiquement le fief de la dynastie berbère islamique des Hammadides, du royaume des Aït-Abbas (ou royaume de la Medjana) et de nombreuses personnalités historiques comme le cheikh Mohand Ait Mokrane dit El Mokrani (1871-1872), Cheikh Ahadad (Chef de la confédération des Rahmania), figures de résistance à la colonisation française[réf. nécessaire]. Les tribus de la Soummam sont principalement à l'est de ce fleuve des sanhadja et à l'ouest des zouaouas. Les populations issahliyen de l'est de la wilaya sont des kutamas.[réf. nécessaire]

## Économie